# The House of the Dead (серія відеоігор)
The House of the Dead — серія відеоігор, рейкових шутерів, заснована 1997 року Sega. Спершу ігри серії видавалися для аркадних автоматів зі світловим пістолетом, потім перенесені на домашні консолі та ПК.
Усі ігри серії зосереджені на боротьбі проти зомбі та мутантів, містять спільних персонажів, а їхні сюжети відбуваються у спільній хронології. Елементи ігрового процесу відрізняються, але загальними принципами є реалізація за зразком тиру, розгалужені шляхи проходження, що залежать від дій гравців, а також різні кінцівки залежно від результатів гри.
The House of the Dead разом із серією Resident Evil приписують популяризацію відеоігор про зомбі, а також відновлення популярності зомбі в масовій культурі з кінця 1990-х і далі.

## Ігровий процес
Більшість ігор серії спершу видавалися для аркадних ігрових автоматів, обладнаних світловими пістолетами. Цим зумовлено, що гравці керують прицілами на екрані, але персонажі рухаються незалежно заздалегідь визначеним маршрутом. Кожна сцена триває певний час, за який потрібно встигнути знищити всіх або якомога більше ворогів. При цьому можливих маршрутів декілька і вони залежать від успіхів або рішень гравців. Може грати як одна людина, так і двоє одночасно. В такому разі їхні приціли різняться за кольором.
Здебільшого вороги — це зомбі та мутанти (в іграх серії називаються «створіння»). Знищення ворогів винагороджується очками. Додаткові очки нараховуються за порятунок цивільних і знищення бонусних предметів, які сховані в навколишніх предметах. Кожен персонаж має декілька життів. Кожне поранення від ворога забирає одне життя, але врятовані цивільні іноді віддячують, даруючи аптечку з додатковим життям; якщо врятувати всіх цивільних, це дасть наприкінці рівня ще життів. Якщо всі життя втрачено, гра пропонує продовжити, використавши жетон (фізичний для аркадних автоматів, який треба купити заздалегідь; і віртуальний на інших платформах). Дається обмежена кількість продовжень, а коли використано і їх, гра завершується дочасно.
Вороги по-різному поводяться та мають різні вразливі місця. Деякі можуть змінити спосіб атаки. До прикладу, коли відстрелити ворогу руки, він почне кусатися. Кожна глава гри завершується битвою проти боса — особливо великого та небезпечного ворога. Традиційно в серії The House of the Dead боси називаються на честь карт Таро. Перед боєм проти боса ненадовго демонструється підказка, що повідомляє про його вразливе місце, в яке здебільшого важко влучити, але це є умовою перемоги (за винятком фінальних босів, де гравці повинні знайти його самі). Як правило, вправність гравців впливає на фінал, де можливі «хороший», «звичайний» і «поганий» варіанти.
У більшості ігор в The House of the Dead після проходження сюжету відкриваються додаткові можливості та режими. Наприклад, при повторному проходженні пропонується обрати іншу зброю, оформлення персонажів, спробувати спеціальні завдання.

## Ігри серії
| 1997 | The House of the Dead                         |
| 1998 | The House of the Dead 2                       |
| 1999 | The Typing of the Dead                        |
| 1999 | Zombie Revenge                                |
| 2000 |                                               |
| 2001 |                                               |
| 2002 | The Pinball of the Dead                       |
| 2002 | The House of the Dead III                     |
| 2003 |                                               |
| 2004 |                                               |
| 2005 | The House of the Dead 4                       |
| 2006 | The House of the Dead 4 Special               |
| 2007 | The Typing of the Dead 2                      |
| 2008 | English of the Dead                           |
| 2009 | The House of the Dead: Overkill               |
| 2009 | The House of the Dead EX                      |
| 2010 |                                               |
| 2011 | The House of the Dead: Overkill: Extended Cut |
| 2012 |                                               |
| 2013 | The Typing of the Dead: Overkill              |
| 2014 |                                               |
| 2015 |                                               |
| 2016 |                                               |
| 2017 |                                               |
| 2018 | House of the Dead: Scarlet Dawn               |
| 2019 |                                               |
| 2020 |                                               |
| 2021 |                                               |
| 2022 | The House of the Dead: Remake                 |
| 2023 |                                               |
| 2024 |                                               |
| 2025 | The House of the Dead 2: Remake               |

- The House Of The Dead (1996) — вперше видана для японських ігрових автоматів у 1996 році, в міжнародний випуск відбувся в 1997. Пізніше портована на Sega Saturn і Windows. Дія The House Of The Dead відбувається в 1998, коли агенти організації AMS Томас Роґан і G розслідують появу агресивних істот у маєтку доктора Кюрієна[1]. Концепцію та дизайн гри розробив Такаші Ода, який керував розробкою наступних ігор серії[2]. В 2022 році The House Of The Dead отримала ремейк під назвою The House of the Dead: Remake для PlayStation 5, Nintendo Switch, PlayStation 4, Xbox Series, Xbox One та Windows[3].
- The House Of The Dead 2 (1998) — спершу видана для аркадних автоматів, а потім перенесена на Sega Dreamcast, Windows і Nintendo Wii. Зображає події 2000 року в місті, схожому на Венецію. Агенти AMS Джеймс Тейлор і Гері Стюарт розслідують там появу істот, яких створив і випустив Калеб Ґолдман, що фінансував Кюрієна в попередній грі. Ґолдман прагне повернути таким чином людство до «природного стану»[1]. В 2024 році вийшов її ремейк для Windows і Nintendo Switch[4].
- The House Of The Dead 3 (2002) — вперше випущена на аркадних автоматах, потім перенесена на Windows, Xbox, Nintendo Wii та PlayStation 3. Сюжет відбувається в 2019 році і хронологічно завершує серію. Агент G об'єднується з дочкою Томаса Роґана Лізою, щоб дослідити лабораторію організації EFI та зникнення батька Лізи, коли зомбі та мутанти заполонили весь світ[1].
- The House Of The Dead 4 (2005) — після виходу на аркадних автоматах перенесена на PlayStation 3. Описує події 2003 року, коли Джеймс Тейлор об'єднується з агенткою AMS Кейт Ґрін. The House Of The Dead 4 Special (2006) видавалася як окрема гра для аркадних автоматів, але при випуску на PlayStation 3 включена до The House Of The Dead 4. Вона продовжує події оригінальної четвертої частини, залучаючи до Джеймса та Кейт агента G. The House Of The Dead 4 стала першою грою в серії, розрахованою на широкоформатні екрани, та містила менше зображень насильства, порівняно з попередніми іграми[1].
- The House Of The Dead: Overkill (2009) — видана для Nintendo Wii. Дія відбувається в 1991 році в вигаданому місті Баю, Луїзіана, за сім років до подій першої гри. В Overkill агент AMS G розслідує появу мутантів разом із детективом Айзеком Вашингтоном. Хоча гра заявлена як приквел, Такаші Ода ніколи не коментував її канонічність[1].
- The House Of The Dead: Scarlet Dawn (2018) — випущена ексклюзивно для аркадних автоматів. Події відбуваються розгортається через три роки після The House Of The Dead 4, у 2006 році. Цього разу Кейт Ґрін об'єднується з Раяном Тейлором, молодшим братом колишнього партнера Кейт, нині померлого Джеймса Тейлора. Пара досліджує таємничий маєток. За тривалістю Scarlet Dawn друга найкоротша гра в серії після першої The House Of The Dead[1].

## Побічні ігри
- The Typing of the Dead (1999) — клавіатурний тренажер, заснований на The House of the Dead 2. Цю модифікацію розробила WOW Entertainment Smilebit і видала Sega. Ворогів слід перемагати, швидко вводячи з клавіатури слова, які з'являються на екрані. Гра виходила для аркадних автоматів, Dreamcast, Windows і PlayStation 2[5]. Ремейк для iOS отримав назву Flick of the Dead (2012)[5].
- Zombie Revenge (1999) — beat 'em up, випущена для аркадних автоматів і Dreamcast. Агенти AMS Стік Брейтлінг, Лінда Ротта та Рікія Бусуджіма вирушають на боротьбу проти зомбі й мутантів, використовуючи свої пістолети, кулаки та різноманітну іншу зброю. Гра має багато посилань на оригінальну гру та використовує деякі її ресурси[6].
- Pinball of the Dead (2002) — віртуальний пінбол, випущений для Game Boy Advance. Столи, боси та дизайни ворогів взяті з The House of the Dead 2[7].
- The Typing of the Dead 2 (2007) — модифікація The House of the Dead III, видана лише в Японії для Windows. Ігровий процес аналогічний The Typing of the Dead[8].
- English of the Dead (2008) — заснована на The House of the Dead 2 і випущена в Японії ексклюзивно для Nintendo DS, призначена допомогти носіям японської мови покращити свої знання англійської. Подібно до The Typing of the Dead вороги зазнають поразки, коли японські слова, показані на екрані, правильно перекласти англійською мовою. У грі використовуються сенсорний екран і динаміки DS[9].
- The House of the Dead EX (2009) — гумористичне відгалуження основної серії про зомбі Зобіо та Зобіко, що прагнуть втекти з полону. Рівні EX складаються із серії мініігор з обмеженим часом. Гра виходила тільки для аркадних автоматів[10].
- The Typing of the Dead: Overkill (2013) — на відміну від попередніх частин, у цій грі немає аркадної версії, хоча вона постачається в комплекті з версією The House of the Dead: Overkill Extended Cut для ПК. Як і її попередники, гра замінює звичайний ігровий процес рейкового шутера на клавіатурний тренажер, заснований на The House of the Dead: Overkill[11].
- Darts of the Dead (2017) — віртуальний дартс, який розроблявся для ігрових автоматів Darts Live 2, але не був випущений[12].

## Фільми
- «Дім мерців» (англ. House of the Dead) — фільм жахів 2003 року режисера Уве Болла, заснований на відеогрі 1996 року. Як і багато фільмів Уве Болла, «Дім мерців» отримав негативні відгуки.
- «Дім мерців 2» (англ. House of the Dead 2) — фільм 2005 року Майкла Герста, продовження попереднього фільму.

## Вплив
Згідно з Кімом Ньюманом, автором книги «Кошмарні фільми» (англ. Nightmare Movies, 2011), саме ігри Resident Evil і The House of the Dead дали поштовх відновленню популярності зомбі в масовій культурі. Вони надихнули хвилю азійських фільмів про зомбі, таких як «Біозомбі» (1998) і «Версус» (2000). Їхній успіх призвів до хвилі західних фільмів про зомбі протягом 2000-х років, наприклад, «28 днів по тому» (2002) і «Зомбі на ім'я Шон» (2004). У 2013 році Джордж Ромеро повідомив, що саме відеоігри Resident Evil і The House of the Dead «більше, ніж будь-що інше» популяризували його концепцію зомбі в масовій культурі.
Серія The House of the Dead запровадила концепцію «швидких зомбі», на противагу класичним повільним зомбі.